# Liste des bateaux français inscrits aux Tonnerres de Brest 2012
Liste, non exhaustive, des bateaux  français inscrits aux Tonnerres de Brest 2012 (Fêtes maritimes de Brest)  présents en rade de Brest et à la parade de Douarnenez du 13 au 19 juillet.

## Marine nationale
| - Beautemps-Beaupré A758 : Navire océanographique - 80 m - (2002) - De Grasse (D612) : frégate anti sous-marine - 152 m - (1974) - Éridan M641 : chasseur de mines - 51 m - (1981) - Telenn Mor : Chaland releveur d'ancre - 41 m - 1984) - Tourville (D610) : frégate anti sous-marine - 152 m - (1972) | - Belle Poule : goélette à huniers - 37,5 m - (1932) - Étoile : goélette à huniers - 37,5 m - (1932) - La Grande Hermine : yawl - 18 m - (1932) - Mutin : dundee - 33 m - (1927) |

## Service
- Abeille Bourbon : remorqueur - 80 m - (2005)
- Buffle : remorqueur - 32 m - (1980)
- Haliotis : vedette océanographique (IFREMER) - 10 m- (2008)
- Kéréon (A679) [2] : remorqueur portuaire - 25 m - (1992)
- La Luronne [3] : bateau-pilote - 15 m - (2010)
- La Vandrée [3] : bateau-pilote - 14 m - (2006)
- Mengam (Y640) [4] : remorqueur portuaire - 25 m - (1994)
- Marion Dufresne 2 : navire océanographique (IPEV et TAAF) - 120 m - (1995)
- Pourquoi pas ? : navire océanographique (IFREMER / SHOM) - 107 m - (2005)
- Thalassa : navire océanographique (IFREMER) - 73 m - (1996)
- Térénez : vedette de la rade - 35 m - (2006)

## Voiliers traditionnels
| - Amzer'zo : cotre à corne - 14 m - (1996) - André-Yvette : sloop à tapecul - 27 m - (1935) - Arawak : ancien cotre-thonier - 28 m - (1954) - Ar Jentilez : flambart (réplique) - 10,50 m - (1992) - Astragale VI : goélette - 12 m - (1946) - Belem : trois-mâts barque - 58 m - (1896) Classé MH (1984) - Belle Angèle : lougre - 24 m - (1991) - Belle-Étoile : dundee (réplique) - 26 m - (1992) - Belle Germaine : sloop-coquillier - 10,6 m - (1935) - Belote et Re : cotre aurique (ancien chalutier-thonier - 25 m - (1957) - Bergère de Domrémy : sloop - 11 m - (1936) Classé MH (1983) - Biche : dundee - 21 m - (1934) - Bryell II : sloop bermudien - 11,20 m - (1968) - La Cancalaise : bisquine (réplique) - 30 m - (1987) - Cap Sizun : sloop-langoustier - 21 m - (1991) - Coppelia : sloop ostréicole - 14,50 m - (1952) - Corbeau des mers : sloop - 14 m - (1931) Classé MH (1991) - Corentin : lougre - 31 m - (1991) - Coronasia of Penryn : dundee - 15 m - (1966) - Crialeïs : sinago (réplique) - 10,65 m - (1990) - Dalh-Mad : sloop de bornage (réplique) - 17 m - (1992) - Dione : sloop bermudien - 15,80 m - (1959) - Dulcimer : yacht-croisière - 13,80 m - (1938) - D.V. Cornelia : tjalk - 14,80 m - (1910) - Enez Koalen : sloop-homardier - 14,5 m - (1989) - Étoile de France : goélette à hunier - 40 m - (1938) - Étoile Molène : dundee-thonier - 35 m - (1954) - Fiona : cotre aurique - 11 m - (2005) - Étoile du Roy : trois-mâts carré (réplique) - 46 m - (1996) - Eulalie : chaloupe sardinière - 10 m - (1996) - Fée de l'Aulne : gabare-sablière - 35 m - (1958) Classé MH (2002) - Fleur de Lampaul : dundee - 21,5 m - (1948) - François Monique : sloop-coquillier - 16 m - (1935) - Général Leclerc : cotre-coquillier - 16 m - (1948) Classé MH (2005) - Jeanne J : chaloupe pontée (réplique) - 14 m - (2008) | - Jeune Ariane : cotre-pilote (répliqu) - 19 m - (1977) - Joli Vent : sinago - 11 m - (1958) - Korriganez : péniche (tjalk) - 21 m - (1905) - Lys Noir : yawl aurique - 24 m - (1914/20) - La Granvillaise : bisquine (réplique) - 32 m - (1990) - La Recouvrance : aviso-goélette - 41 m - (1991) - Le Grand Lejon : lougre (réplique) - 20 m - (1992) - Leenan Head : ketch - 23 m - (1906) - Lola of Skagen : cotre aurique -22 m - (1919) - Loch Monna : sloop - 11 m - (1956) - Mad-Atao : gabare - 20 m - (1938) - Marche-Avec : cotre-sardinier - 17 m - (1991) - Marie-Fernand : cotre-pilote - 15 m - (1894) - Marité : trois-mâts barque - 45 m - (1921) - Martroger III : ancien baliseur à voile - 22 m - (1933) - Neire Mâove : goélette - 23 m - (1992 - Notre Dame des Flots : ketch - 28,5 m - (1942) - Notre Dame de Rumengol : gabare - 22 m - (1945) Classé MH (1991) - Nébuleuse : dundee-thonier - 32 m - (1949) - Popoff : ketch - 22 m - (1946) - Rara-Avis : goélette à trois mâts - 38,5 m - (1957) - Reder Mor : cotre de Carantec - 21 m - (1992) - Le Renard : cotre à huniers (réplique) - 30 m - (1991) - Reine des Flots : vaquelotte - 13 m - (1927) Classé MH (2001) - Rigel : cotre - 8,25 m - (1945) Classé MH (1992) - Rose of Argyll : lougre (réplique) - 19 m - (1964) - Rose of Risør : cotre (plan Collin Archer) - 12 m - (1931) - Sainte Jeanne : cotre à corne (réplique) - 24 m - (1994) - Saint Guénolé : sloop-coquillier - 11 m - (1948) Classé MH (1993) - Sant C'hireg : cotre à tapecul (réplique) - 24 m - (1986) - Saint-Michel II : (réplique du yacht de Jules Verne) - 20 m - (2011) - Sinbad : goélette (ancien thonier) - 25 m - (1955) Classé MH (1999) - Stereden-Vor : ketch-sardinier - 18 m - (1948) - Tan I Rer : cotre (Pichavant) - 11,20 m - (1956) - Tres Hombres : brigantin (TOWT) - 32 m - (2009) |

## Voiliers classiques et compétition
| - Foncia : monocoque IMOCA60 - 18,28 m - (2007) - Fiona : cotre aurique (plan Fife) - 10,85 m - (2005) - Fyne : cotre aurique (plan Fife) - 18,25 m - (2008) - Joshua : ketch bermudien - 16 m - (1962) - Banque Populaire 5 : Trimaran - 40 m - (2008) - Gitana XV : trimaran - (2011) - Groupama 4 : monocoque VOR70 - 21,5 m - (2010) - Ortegal : yawl aurique (réplique) - 12,4 m - (2003) | - Pen Duick : cotre aurique - 15 m - (1898) - Pen Duick V : monocoque (sloop marconi) - 10,67 m - (1968) - Pen Duick VI : monocoque (ketch marconi) - 22,25 m - (1973) - Prince de Bretagne : trimaran Multi50 - 15,24 m - (2009) - Rose Noire II : Yawl bermudien - 15 m - (1964) Classé MH (2000) - Sinbad : cotre bermudien - 11,78 m - (1950) Classé MH (1999) - Savéol : monocoque IMOCA60 - 18,28 m - (2004) - Sodeb'O : monocoque IMOCA60 - 18,28 m - (1998) - Spindrift Racing : trimaran Multi One Design - 21,2 m - (2012) |

## Petite flottille
| - Angélus : cotre - 8 m - (1954) - Ar Plijadur : sloop - 6,3 m - (1949) - Avenir :Camin du Havre (réplique) - 10,50 m - (1990) - Bar Avel : cotre Houari - 8,6 m - (1937) - Belle de Vilaine : véritable chaloupe de Billiers - 9,8 m - (1994) - Catalina : barque corse (CaraMed) - 8 m - ( ? ) - Étoile de Mer : sloop-goémonier - 6,50 m - (1963) - Exo : barquette marseillaise - 5,90 m - (1959) - Fleur des Îles : sloop-goémonier - 6,80 m - (1962) - Fleur de sel : sloop-goémonier - 6 m - (1950) - Goeland : misainier - 7,20 m - (1947) - Immaculée Conception : sloop - 10,5 m - (1952) - Jean et Jeanne : sinago (réplique) - 9 m - (1990) - Jolie Môme : misainier (plan F. Vivier) - 4,50 m - (1999) - Kap Kaval ,: ex canot-major de l'École navale - 10,50 m - (1963) | - Karreg-Hir (BR732721) : cotre à corne - 6 m - (1989) - La Barbinasse : cotre (réplique) - 9 m - (1997) - La Mouette : cotre - 8 m - (1939) - L'Oiseau Bleu (GV318324) : sloop - 5,1 m - (1954) - Louarnig : canot à misaine - 10,5 m - (2000) - Marie-Claudine (BR787127Y) :chaloupe non pontée à 2 mâts (réplique) - 9,6 m - (1992) - Mari-Lizig : chaloupe - 6,2 m - (1988) - Martine : sloop-goémonier - 6,5 m - (1971) - Morvac'h (BR267931) : cotre de Camaret - 6,5 m - (1974) - Morwenna of Mersea : cornish crabber - 9 m - (1980) - Rigel : cotre - 7,7 m - (1945) - Seiz Avel cotre - 9,2 m - (1984) - Stérenn : chaloupe baleinière (réplique) - 9 m - (1998) - War Raok : canot à misaine -5,5 m- (2010) |

## Yole
| - Audouce : Yole de Bantry - 11,68 m - (2000) - C'hwittilec : Yole du Morbihan (Gouesnach) - 6,9 m ( ? ) - E'yole : Yole de Ness - 6,90 m - (1999) - Elorn : Yole de Ness - 6,90 m - (1999) - Fille de Loire : Yole de Bantry - 11,6 m - (1986) - Fraternité : yole de Bantry (réplique) (Brest) - 11,64 m - (1986) | - Gwennili-Mor : yole de Ness (Camaret) - 7 m - (1994) - Jem'Var : yole de Bantry - 11,68 m - (2004) - Karaboudjan : Yole de Chester - 4,58 m - (2011) - Moby Dick : yole (Camaret) - (1988) - Spered ar Mor : Yole de Bantry (Le Guilvinec) - (2000) - Stirenn ar mor : Yole (Auray) - 8 m - (1999) |

## Divers
| - chalutiers et autres de la rade : Sterne, Venus II, Amphitrite II... - Adhara : vedette Armein - 20 m - ( ? ) - Aigrette II : vedette Penn-Ar-Bed - 30 m - ( ? ) - Alizé : bateau de promenade - Alphaver : ancien chalutier - 20 m - (1989) - Amiral Ronarc'h : ancien canot de sauvetage (SNSM) - 12 m - (1946) - André Colin : vedette rapide Penn-Ar-Bed - 35 m - (1996) - Aimée-Hilda : ancien canot de sauvetage (SNSM) - 11,5 m - (1949) - Bleiz-Mor : canot SNSM - 13 m - (1980) - Columbus Sea Shepherd : cotre-marconi (WWF) - 18 m - (1986) - Dreknor : drakkar (réplique Bateau de Gokstad) - 24 m - (2008) - Enez Vrad : vedette de l'Île de Bréhat - 26,50 m - ( ? ) - Fleur de Batz : vedette de l'Île de Batz - 20 m - ( ? ) | - Hermine Bretagne : recherche archéologique sous-marine (ADRAMAR) - 18 m - (1972) - Kendalc'h : ancien fileyeur-plongée sous-marine - 13 m - (1980) - La Horaine : ancienne vedette des Phares et Balises - 15,60 m - (1957) - Midship : chaloupe à vapeur - 5,6 m - (1950) - Pilote Trémintin : ancien canot de sauvetage (SNSM) - 12 m - (1957) - Présidents Joseph Oulhen (SNS 064) : canot de sauvetage - (1988) - Stereden va Bro : ketch (ancien chalutier-thonier) - 20 m - (1954) - Suzanne : chaloupe à vapeur - 7,15 m - (2006) - Tara : goélette scientifique - 36 m - (1989) - Trébéron : vedette Penn-Ar-Bed - 35 m - ( ? ) - Vertrouwen : Tjalk - 29 m - (1903) - Yvon Salaün : ancien canot SNSM - 14,50 m - (1954) |